# 伊萬尼夫卡 (洛佐瓦區)
49°2′2″N 36°29′7″E / 49.03389°N 36.48528°E
伊萬尼夫卡（烏克蘭語：Іванівка）是位於烏克蘭東部的村莊，由哈爾科夫州洛佐瓦區的洛佐瓦市鎮負責管轄。該村處於布里泰河畔，距離亞歷山德里夫卡1公里，始建於1861年，面積0.37平方公里，海拔高度96米，2001年人口119。